# Угода Цветковича-Мачека

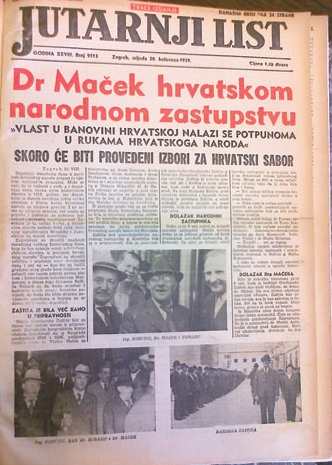
Передовиця газети Jutarnji list від 30 серпня 1939 р. сповіщає про створення Бановини Хорватія

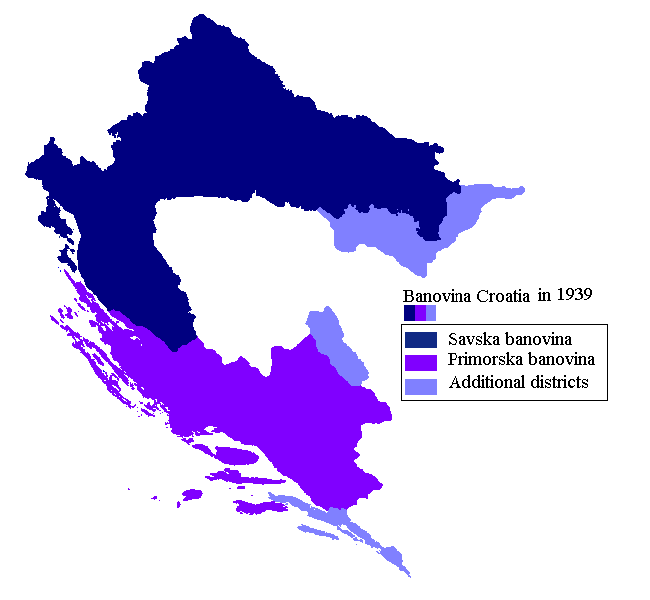
Бановина Хорватія постала шляхом злиття Савської та Приморської бановин з додаванням деяких прилеглих населених хорватами районів.

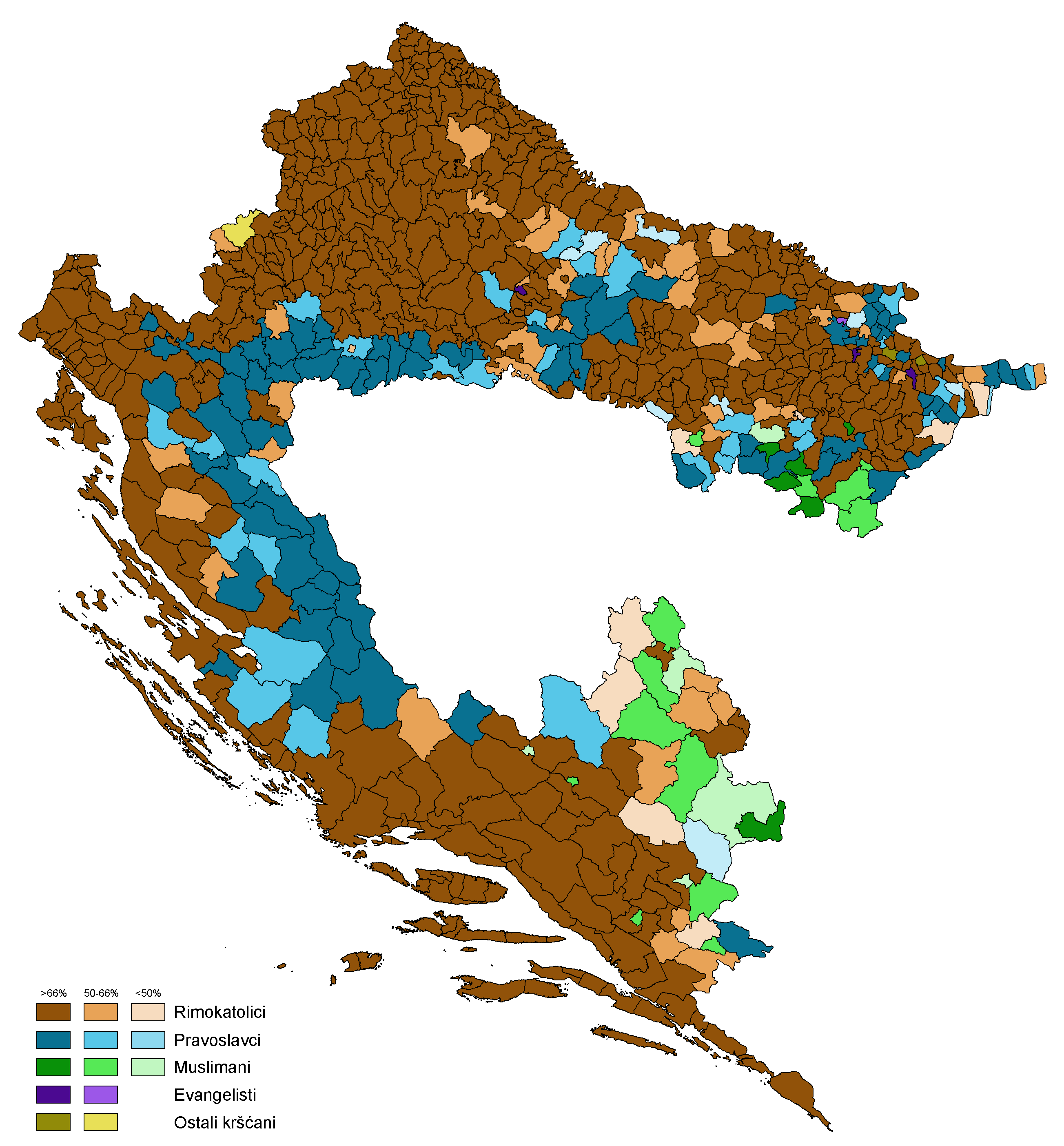
Розподіл муніципалітетів Бановини Хорватії за релігійною ознакою, згідно з переписом 1931 р.

Угода Цветковича-Мачека (сербохорв. Sporazum Cvetković-Maček/Споразум Цветковић-Мачек) — політична угода, яку 26 серпня 1939 року в селі Божяковина уклали прем'єр-міністр Королівства Югославія Драгіша Цветкович і голова Селянсько-демократичної коаліції (а водночас і голова Хорватської селянської партії) Владко Мачек. Угода привела до формування коаліційного уряду, в якому Мачек обійняв посаду віцепрем'єра, та обумовила створення Бановини Хорватія — автономної адміністративно-територіальної одиниці в межах Королівства Югославія, яка включала здебільшого райони з більшістю хорватського населення: колишні Савську і Приморську бановини та райони Дубровника, Ілока, Шида, Брчка, Градачаця, Дервенти, Травника і Фойниці. Вона набула широких повноважень щодо самоврядування, близьких до статусу установчої країни. Її першим баном було призначено Івана Шубашича. 
Угода була спробою розв'язати хорватське питання і створити можливості для виживання югославської держави.

## Історія
Цветковича було призначено прем'єр-міністром через необхідність у негайному замиренні з хорватськими регіоналістами, як це бачив регент Павло. Через посередників у ХСП Цветкович зустрівся з Мачеком у Загребі з метою проведення попередніх переговорів. Цветкович і Мачек могли виграти один від одного: Цветкович міг би набути трохи необхідної легітимності в очах хорватського народу, а отже, і Об'єднаної опозиції, а Мачек міг би виконати свою регіональну програму дій щодо розширення автономії Хорватії. Переговори тривали з квітня по серпень 1939 р. і увінчалися угодою. Її було остаточно затверджено 20 серпня 1939 р., а ратифіковано 26 серпня.

## Реакції на угоду

### Хорватія
Хорватська реакція в Югославії була, принаймні спочатку, загалом позитивною, оскільки хорвати нарешті дістали свій автономний уряд та етнічно визначену територіальну одиницю, яку вони могли назвати своєю. Однак і фашистська партія усташів, і хорватські комуністи були незадоволені тим, що домовленість не дотягувала до рівня повної незалежності. Позитивній оцінці сприяло ще й те, що угоді надали легітимності її натхненники, особливо Мачек, який зажив слави захисника національних інтересів Хорватії. Одначе схвальну думку хорватів щодо угоди з часом похитнули зупинка її реалізації та економічні труднощі, викликані початком Другої світової війни.

### Сербія
Серед сербів угода викликала обурення: 800 000 етнічних сербів, що становило близько 20% населення Бановини, тепер підпорядковувалися хорватському парламенту, а вступ хорвата Мачека на посаду віцепрем'єр-міністра сприймався як ще більша образа. До того ж факт самого існування хорватської бановини породив політичні заклики до такої самої домовленості для Сербії. Слободан Йованович із Сербського культурного клубу висунув пропозицію, яка включала Боснію, Чорногорію та Македонію у «бановину сербських країн». Ця пропозиція в середині 1940 року дійшла до етапу планування, але так і не була реалізована через дедалі сутужніше становище держави у зв'язку з Другою світовою війною. Як православне духовенство, так і офіцерський склад збройних сил Югославії відверто висловилися проти цієї угоди. Її не сприйняли навіть у ліберальних сербських колах, де Конституція 1931 року була непопулярною. Але серед сербських лібералів основне обурення спричинив не скільки сербський уряд, який зрадив сербів, стільки хорватська сторона угоди, позаяк, на їхню думку, хорвати завдяки своєму співробітництву з авторитарним урядом узаконили і авторитарну систему загалом, і Конституцію 1931 р. зокрема. Проте як ліберали, так і консерватори Сербії покладали принаймні частину вини і на прем'єр-міністра Цветковича, який незабаром став у Сербії ще менш популярним, ніж його авторитарний попередник Стоядинович. Взагалі, угода повернула напруженість у сербсько-хорватські відносини, які загалом були покращилися під час спільного протистояння хорватських і сербських лібералів центральній владі. Створення Бановини Хорватії найбільш позначилося на політичних поглядах більшості провідних сербських політиків, поклавши край ідеології централізму (який також називали унітаризмом). Під кінець 1930-х років більшість сербських політиків виступали вже за федеративну систему і прагнули наслідувати приклад хорватської автономії застосовно до сербів.

### Решта Югославії
З особливою гіркотою звістку про цю угоду сприйняли боснійські мусульмани, оскільки раніше вони вже були розділені між чотирма різними бановинами, де скрізь становили меншість. Тепер дві з цих бановин були об'єднані у певну національну одиницю, у самому праві на яку боснійцям відмовляли, як і в самому визнанні їхньої національно-культурної самобутності в Югославії, яка від самого свого заснування задумувалася лише як держава сербів, хорватів і словенців. Тепер же частина босняцького населення (4% від загальної кількості населення Бановини Хорватії) жила під хорватським правлінням, а проєкти Сербської бановини на зразок задуманого Йовановичем і Сербським культурним клубом загрожували підважити культурну та політичну автономію решти босняків.
Для словенців це питання полягало не скільки у можливій чи неминучій національній загибелі, як у випадку з боснійцями, а стільки в рівності між трьома народами. Словенці зазвичай стояли поряд із хорватами у спільному скептицизмі щодо центральної сербської влади, але тепер хорвати відкрито уклали угоду з сербами, якою вони здобули особливе становище, включаючи окремий національний парламент, якого Словенія не мала. І хоча Дравська бановина була чимось подібним до виключно словенського округу, вона не мала ніяких особливих прав автономії, наданих Бановині Хорватії. Тому створення останньої викликало в Словенії очікування, що за хорватським прикладом у них теж буде утворено таку окрему бановину. В банській раді та управі Дравської бановини з осені 1939 р. посилено працювали над проєктом Бановини Словенії. Кульмінацією автономістських зусиль банської ради стало ухвалення 17 лютого 1940 резолюції про створення Бановини Словенії. Та поки лунали заклики до створення Бановини Словенії, на перше місце вийшла загроза з боку сусідніх Італії та Німеччини, підсилена швидким розповзанням Другої світової війни.. Тому на своєму останньому засіданні у лютому 1941 р. банська рада більше не торкалася питання створення словенської бановини.

## Наслідки
Оскільки в квітні 1941 року Югославія внаслідок окупації країнами Осі зникла як держава, угода не мала практичних наслідків. Її успіх і так здавався сумнівним, позаяк суперечки між сербами та хорватами тривали навіть після її підписання. Все залежало від того, як хто тлумачив її текст. 